# Суспільні блага
В економіці суспільне благо,  також соціальне благо, колективне благо (англ. Public good) - це благо, яке є як невиключним, так і неконкурентним, оскільки люди не можуть бути виключені з використання або можуть отримати користь, не сплативши їх, і де використання однією особою не зменшує доступність для інших або благо може бути використане одночасно більш ніж однією людиною. На відміну від загального блага, такого як запаси дикої риби в океані, що є невиключним, але певною мірою конкурентим, оскільки якщо буде виловлено забагато риби, її запаси будуть виснажені.
Суспільні блага включають знання, офіційну статистику, національну безпеку, загальну мову (мови), системи контролю затоплення, маяки та вуличне освітлення. Громадські блага, які доступні всюди, іноді називають глобальними суспільними благами. Прикладами такого суспільного блага як знання, є обізнаність про здоров'я чоловіків, жінок та молоді, екологічні проблеми, збереження біорізноманіття, обмін та інтерпретація сучасної історії з культурним лексиконом, зокрема про заповідні пам’ятки та пам’ятки культурної спадщини, популярні та розважальні туристичні пам’ятки, бібліотеки та університети.
Багато суспільних благ іноді можуть бути предметом надмірного використання, що призводить до негативних зовнішніх ефектів (екстерналій), що впливають на всіх користувачів; наприклад, забруднення повітря та затори. Проблеми з громадськими благами часто тісно пов'язані з проблемою безбілетника, коли люди, які не платять за благо, можуть отримувати доступ до нього. Таким чином, товар може бути недостатньо виробленим, надто використаним чи деградованим. Суспільні блага можуть також ставати обмеженими у доступі, а потім можуть вважатися клубними благами. Механізми виключення включають платні дороги, ціни на затори та платне телебачення з кодованим сигналом, який можна розшифрувати лише платним абонентам.
В літературі точиться чимала дискусія про те, як виміряти значення проблем суспільних благ в економіці та визначити найкращі засоби захисту.

## Термінологія, типи благ
Пола А. Самуельсона зазвичай вважають першим економістом, який розробив теорію суспільних благ (The theory of public goods). У своїй класичні роботі 1954 року «Чиста теорія державних витрат» (The Pure Theory of Public Expenditure) він визначив суспільне благо або, як він назвав його в роботі, «благо колективного споживання» («collective consumption good») таким чином:
|  | [блага], від яких усі мають загальне задоволення в тому сенсі, що споживання такого блага кожною людиною не призводить до зменшення споживання цього блага будь-якою іншою людиною ... |

Це властивість благ стала відомою як неконкурентність блага (non-rivalry). Чисте суспільне благо (pure public good) виявляє другу властивість, яку називають не виключенням (non-excludability), тобто неможливістю виключити будь-яку людину з процесу споживання блага.
Однак багато благ можуть задовольняти двом умовам суспільного блага (неконкурентність та невиключення) лише певною мірою або лише певний час. Ці товари відомі як нечисті суспільні блага (impure public goods).
Протилежністю суспільного блага є приватне благо (private good), яке не має цих властивостей. Наприклад, буханець хліба - це приватне благо; його власник може виключити інших людей від його споживання, і як тільки він буде спожитий, він не може бути використаний іншими.
Блага, які є конкурентними, але невиключеними, іноді називають ресурсом загального пулу (common-pool resource). Такі блага мають спільне коріння з суспільними благами: дзеркалом проблеми суспільних благ у цій справі є «трагедія общин» (tragedy of the commons). Наприклад, настільки важко застосувати обмеження на глибоководну риболовлю, що світові рибні запаси можна розглядати як ресурс, що не виключається, але такий, що є кінцевим і таким, який зменшується.

### Матриця визначення
|               | Виключені                                                  | Не виключені                                                     |
| Конкурентні   | Приватні блага їжа, одяг, автомобілі                       | Ресурси загального пулу запаси риби, вугілля, деревини           |
| Неконкурентні | Клубні блага кінотеатри, приватні парковки, супутникове ТБ | Суспільні блага ефірне ТБ, повітря, система національної безпеки |

Елінор Остром запропонувала додаткові зміни до класифікації благ, щоб визначити принципові відмінності, які впливають на стимули, з якими стикаються особи:
1. Заміна терміну "суперництво у споживанні" ("rivalry of consumption") на "віднімання використання" ("subtractability of use").
2. Концептуалізація віднімання використання та виключення може змінюватися від низького до високого, а не характеризувати їх як наявні, так і відсутні.
3. Відверто додавання дуже важливого четвертого виду благ - загальних ресурсів, що розділяє атрибут віднімання з приватними благами та труднощі виключення із суспільними благами. Ліси, водні системи, рибне господарство та глобальна атмосфера - це загальнодоступні ресурси, що мають величезне значення для виживання людей на цій Землі.
4. Зміна назви "клубного блага" на "платне благо", оскільки багато благ, які мають ці характеристики, надаються як невеликими громадськими, так і приватними асоціаціями.